# 翁多雷斯區
翁多雷斯區（西班牙語：Distrito de Ondores）是秘魯的一個區，位於該國中部胡寧大區的胡寧省，始建於1944年11月27日，面積254.46平方公里，海拔高度4,100米，2005年人口1,984，人口密度每平方公里7.8人。